# Amalie Wündisch
Amalie Wündisch, geb. Junker (* 5. April 1875 in Kassel; † 13. März 1956) war eine deutsche Frauenrechtlerin und Sozialarbeiterin und 1919 eine der sechs ersten in die 72 Mitglieder umfassende Stadtverordnetenversammlung von Kassel gewählten Frauen.

## Leben
Amalie Wündisch war Wäscherin von Beruf. Mit ihrem Ehemann Eduard Wündisch hatte sie fünf Kinder. Trotz ihrer erheblichen beruflichen und familiären Belastungen engagierte sie sich in der Jugendarbeit und in sozialen Organisationen. Sie war Mitglied der Sozialdemokratische Partei Deutschlands (SPD) und wurde am 2. März 1919, nachdem das aktive und passive Frauenwahlrecht am 12. November 1918 in Deutschland eingeführt worden war, gemeinsam mit Minna Bernst auf der Liste der SPD zur Stadtverordneten gewählt. Sie wirkte dort zwei Legislaturperioden bis 1929, während derer sie sich mit sozialpolitischen Belangen befasste, aber auch als Haushalts- und Finanzpolitikerin hervortrat.
Wündisch und Bernst setzten sich für Sofortmaßnahmen zur Unterstützung von Kriegsopfern und Bedürftigen auf kommunaler Ebene ein, und Anfang 1920 gründeten sie mit anderen Gleichgesinnten die Arbeiterwohlfahrt (AWO) in Kassel, die ihre Arbeit mit einer Wärmehalle und einer Volksküche für Arbeitslose und hungernde Kinder in der Kettengasse an der Fuldabrücke begann. Später kamen eine Nähstube hinzu, in der Hemden für arbeitslose Männer herstellt wurden, sowie ein Lehrlingsheim, eine Sozialberatungsstelle und ein Heim für alte Menschen. Wündisch blieb lange Jahre Vorsitzende der Kasseler AWO und des AWO-Bezirks Hessen-Kassel.

## Ehrung
Auf der Marbachshöhe in Kassel-Wilhelmshöhe ist eine Straße nach ihr benannt. Dort befinden sich ebenso die nach den 1919 in die Stadtverordnetenversammlung gewählten Frauen Minna Bernst, Elisabeth Consbruch, Julie von Kästner und Johanna Wäscher und nach der ebenfalls 1919 gewählten ersten Kasseler Stadträtin Johanna Vogt benannten Straßen.